# Georg Jacoby
Georg Jacoby (23 de julio de 1882-21 de febrero de 1964) fue un director y guionista cinematográfico de nacionalidad alemana, dedicado principalmente al cine musical.

## Biografía
Nacido en Maguncia, Alemania, desde su infancia Jacoby estuvo ligado al mundo de la escena gracias a su padre, Wilhelm Jacoby, director teatral y autor de comedias.
Comenzó su carrera artística como actor en el Stadttheater de Bremen, trabajando más adelante en el Stadttheater de Königsberg, aunque fue redirigiendo su carrera hacia la dirección teatral, afincándose finalmente en Berlín.
Georg Jacoby trabajó en 1913 para la compañía Literaria-Film, empezando a escribir sus primeros guiones. Durante la Primera Guerra Mundial escribió guiones patrióticos para la BUFA (Bild und Filmamt) y para Mars-Film. Tras la contienda fue contratado por Universum Film AG, escribiendo guiones de comedias ligeras. Fue en esa época cuando se casó con la actriz Elga Brink. Colaboró con Emil Jannings, y participó en la producción de obras monumentales como Quo vadis, o en historias exóticas y dramas policiacos. 
Tras la llegada del cine sonoro se concentró en la producción de trabajos más personales. En esa línea, su film Moral und Liebe fue prohibido en 1933 por las autoridades nazis.
Mientras rodaba la película Heisses Blut, conoció a la que en 1940 se convirtió en su segunda esposa, la gran actriz de la época Marika Rökk, de origen húngaro, a la que haría actuar en la mayor parte de sus cintas. Jacoby trabajaba con un equipo de producción y un equipo técnico que le seguían constantemente en sus filmes. Otro artista con el que colaboró fue el "Tino Rossi" de la Alemania de los años de 1930 a 1960, Johannes Heesters, de origen holandés. El estilo de sus películas, con sus coreografías y sus bandas sonoras compuestas por sus autores preferidos, fue personal y reconocible por el público, típico de una alegría de vivir y una ligereza poco convencionales. Tras la guerra se le prohibió trabajar hasta 1947, por haberse adherido, por oportunismo, al Partido Nacionalsocialista Obrero Alemán, a pesar de que en ninguna de sus producciones tomara posturas ideológicas o políticas.
En la década de 1950 produjo y escribió guiones para filmes policíacos y comedias, participando a lo largo de su carrera en un total de más de 200 películas.
Georg Jacoby falleció en Munich, Alemania, en 1964. Tenía 81 años de edad. Fue enterrado en el cementerio norte de Wiesbaden. Su hija es la actriz Gabriele Jacoby.

## Selección de su filmografía
- The Fake (1927)
- Angst (1928, productor)
- The Physician (1928)
- Perjury (1929)
- Pension Schöller (1930)
- Tell Me Who You Are (1933)
- Leutnant Bobby, der Teufelskerl (1935)
- Die Kronzeugin (1937)
- Gasparone (1937)
- Eine Nacht im Mai (1938)
- The Curtain Falls (1939)
- Kora Terry (1940)
- Frauen sind doch bessere Diplomaten (1941)
- Die Frau meiner Traume (1944)
- Kind der Donau (1950)
- Sensation in San Remo (1951)
- Pension Schöller (1952)
- The Divorcée (1953)
- Gestatten, mein Name ist Cox (1955)
- Nachts im grünen Kakadu (1957)
- The Family Schimek (1957)
- Bühne frei für Marika (1958)
- Pension Schöller (1960)
- Bombs on Monte Carlo (1960)